# Grütlohn
Grütlohn ist eine Streusiedlung im Süden von Borken im Westmünsterland. Bis 1969 bildete Grütlohn eine Landgemeinde im Amt Marbeck–Raesfeld.

## Geographie
Grütlohn liegt zwischen dem direkten Siedlungsgebiet Borkens und der Gemeindegrenze zu Raesfeld. Östlich von Grütlohn liegt der Ort Marbeck, westlich die Bauerschaft Westenborken. Die Region wird überwiegend landwirtschaftlich genutzt. Im Osten Grütlohns fließt der Döringbach vorbei an Haus Döring, einer ehemaligen Turmhügelburg aus dem 12. Jahrhundert.

## Geschichte
Bis 1969 gehörte Grütlohn zum Amt Marbeck-Raesfeld, das am 1. Juli 1969 aufgelöst wurde. Grütlohn wurde damals in die Stadt Borken eingemeindet. Grütlohn ist bekannt für seine Feste, wie das Grütlohner Schützenfest.